# Pilibhit
Pilibhit là một thành phố và là nơi đặt ban đô thị (municipal board) của quận Pilibhit thuộc bang Uttar Pradesh, Ấn Độ.

## Địa lý
Pilibhit có vị trí 28°38′B 79°48′Đ / 28,63°B 79,8°Đ Nó có độ cao trung bình là 172 mét (564 feet).

## Nhân khẩu
Theo điều tra dân số năm 2001 của Ấn Độ, Pilibhit có dân số 124.082 người. Phái nam chiếm 53% tổng số dân và phái nữ chiếm 47%. Pilibhit có tỷ lệ 61% biết đọc biết viết, cao hơn tỷ lệ trung bình toàn quốc là 59,5%: tỷ lệ cho phái nam là 66%, và tỷ lệ cho phái nữ là 55%. Tại Pilibhit, 13% dân số nhỏ hơn 6 tuổi.